# Opisthotropis kikuzatoi
Opisthotropis kikuzatoi (japanisch 喜久里沢蛇 Kikuzato-Sawahebi, deutsch ‚Kikuzato-Bachschlange‘) ist eine vom Aussterben bedrohte Schlangenart aus der Familie der Wassernattern, die ausschließlich auf der japanischen Insel Kume-jima verbreitet ist, welche zu den Okinawa-Inseln gehört.

## Etymologie und Systematik
Das Art-Epitheton kikuzatoi wurde nach dem Entdecker K. Kikuzato (喜久里 教達) benannt, der im September 1956 den Holotyp fing. Die Art wurde 1958 von Okada und Takara erstbeschrieben und dabei zunächst in die Gattung Liopeltis eingeordnet. Die am engsten verwandten Arten finden sich nicht in Japan, sondern weiter entfernt im Südosten Chinas und Nordosten Indochinas sowie auf Borneo, Sumatra und den Philippinen. Opisthotropis kikuzatoi hat somit das nordöstlichste Verbreitungsgebiet der Gattung Opisthotropis. Stand Oktober 2021 werden insgesamt 24 weitere Arten zur selben Gattung gezählt.

## Merkmale
Opisthotropis kikuzatoi

Link zum Bild

Opisthotropis kikuzatoi hat eine Gesamtlänge von 54 bis 63 cm und eine Kopf-Rumpf-Länge von 43 bis 51 cm. Es wurden dabei keine statistisch aussagekräftigen Unterschiede zwischen männlichen und weiblichen Tieren festgestellt. Die Nasenlöcher befinden sich am Hinterkopf. Die Beschuppung ist glatt und glänzend und der Rücken ist dunkelbraun mit einer Reihe orangefarbener bis gelblicher Flecken.
Eine auf der Insel ebenfalls zu findende Natternart ist Ptyas semicarinata (琉球青蛇 Ryūkyū-Aohebi, deutsch ‚Ryūkyū-Grünschlange‘), jedoch kann diese durch ihre grüne Farbe leicht unterschieden werden und ist auch taxonomisch nicht nahe verwandt. Sie ist auf den Okinawa- und Amami-Inseln verbreitet.

## Lebensweise
Opisthotropis kikuzatoi gilt als einzige Süßwasserschlange Japans. Sie lebt in und entlang der über- und unterirdisch verlaufenden Bäche in den Hügeln im Norden und Süden der mit immergrünen Laubwäldern bedeckten Insel. Die Schlangen entfernen sich kaum von den Gebirgsbächen. Es wurde bei Individuen eine Tauchzeit von mindestens 25 Minuten beobachtet. Wahrscheinlich sind die Schlangen daher auch in der Lage, Sauerstoff über die Haut aufzunehmen, um eine bessere Versorgung zu gewährleisten. Sie ernähren sich u. a. von Fischen, Fröschen, Kaulquappen, Regenwürmern, Süßwassergarnelen und Krebsen wie die ebenfalls endemische Art Candidiopotamon kumejimense. Die Nattern sind vermutlich nachts bis vormittags aktiv, allerdings gibt es für die Beurteilung nur eine begrenzte Anzahl Beobachtungen. Die Anzahl der pro Weibchen gelegten Eier wird auf maximal elf geschätzt.

## Verbreitungsgebiet und Gefährdungskategorie

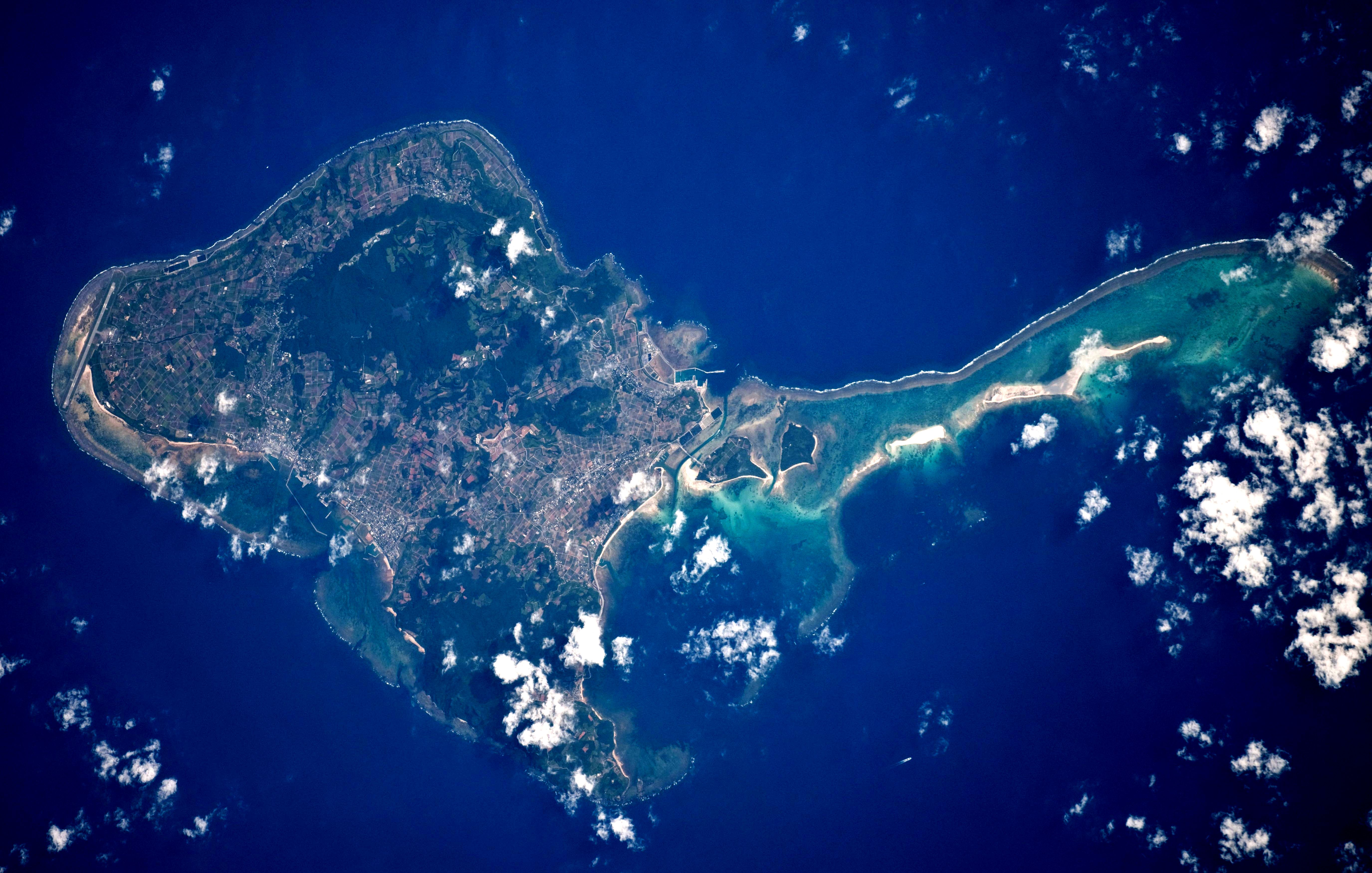
Luftbild von Kume-jima mit den bewaldeten Hügeln im Norden und Süden als Verbreitungsgebiet der Schlangenart

Die Art ist in Japan auf der Insel Kume-jima endemisch und hat dort ein Verbreitungsgebiet von weniger als 10 km², das sich zudem auf zwei isolierte Subpopulationen in den Hügeln im Norden und Süden der Insel aufteilt. Das Gebiet zwischen den Hügeln ist besiedelt (siehe Luftbild). Die Gesamtpopulation der Art ist in den letzten Jahren stark zurückgegangen. In der kleineren Subpopulation ist die genetische Diversität sogar bereits so stark zurückgegangen, dass sich bei Individuen Merkmale wie asymmetrische Schuppen am Kopf beobachten ließen. Zu den wesentlichen Bedrohungen zählen Wasserverschmutzung und der 1953 eingeführte Nordamerikanische Ochsenfrosch (Lithobates catesbeianus) sowie Wiesel. Die Wassernatter wird daher von der IUCN und auf der nationalen Roten Liste gefährdeter Reptilien Japans von 2020 als vom Aussterben bedroht (Critically Endangered) eingestuft. Sie ist als Naturdenkmal der Präfektur Okinawa ausgewiesen. Um die Bäche in den Hügeln im Norden der Insel wurde zudem 2008 eine Fläche von 255 ha unter der Ramsar-Konvention als international wichtiges Feuchtgebiet registriert. Da das Ramsar-Gebiet seit 1998 bereits durch das Artenschutzgesetz als Lebensraumreservat für die Schlangen ausgewiesen ist, wurden dabei jedoch keine neuen Beschränkungen auferlegt.